# Elizabeth Greenfield
Elizabeth Greenfield, född 1809, död 1876, var en amerikansk operasångare. Hon var huvudsakligen konsertsångare och känd som "The Black Swan". 